# ロックマンX アニバーサリー コレクション
『ロックマンX アニバーサリー コレクション』（Rockman X Anniversary Collection）は、2018年7月26日にカプコンより発売された、ロックマンXシリーズの『ロックマンX』から『ロックマンX4』までを収録したオムニバスソフト。『ロックマンX5』から『ロックマンX8』までを収録した『ロックマンX アニバーサリー コレクション2』についても解説する。
PlayStation 4、Nintendo Switch、Xbox One、Windows PC（Steam）向けにダウンロード発売され、そのうちPS4版およびSwitch版はパッケージソフトとしても発売され、2本セットの『ロックマンX アニバーサリー コレクション 1+2』も発売された。

## 収録タイトル
ロックマンX アニバーサリー コレクション
- ロックマンX
- ロックマンX2
- ロックマンX3
- ロックマンX4

ロックマンX アニバーサリー コレクション2
- ロックマンX5
- ロックマンX6
- ロックマンX7
- ロックマンX8

## ゲームモード
ゲーム本編は日本版だけでなく海外版への切り替え、画面サイズやドットの滑らかさを調整可能な他、初心者でもプレイしやすいように難易度を下げた「かけだしハンターモード」も収録されている。
タッグを組んだ歴代のボスと戦う「Xチャレンジ」や、イラストギャラリー、プロモーション映像、ミュージックプレイヤーも収録している。
また、『イレギュラーハンターX』に収録されていたOVA『THE DAY of Σ』の視聴も可能。

### Xチャレンジ
2機1組で出現する『X1』から『X6』までの歴代ボス（シグマの最終形態など一部除く）と戦うモード。全9エリアあり、1エリア3ステージ構成となっている。『X1』から『X3』のボスはスーパーファミコンのグラフィックのものの、『X4』から『X6』のボスはプレイステーションのグラフィックのもので作られている。SEとBGMは基本的には本作オリジナルのものに使用されているが、オプション選択によって原作のものに変更することが可能となる。『ロックマンX アニバーサリー コレクション』はVol.1で、『ロックマンX アニバーサリー コレクション2』はVol.2のもの。
基本操作は『X6』準拠で、使用可能な特殊武器は『X1』から『X6』から選別された特殊武器から3つを選ぶ。本モードでエックスが装着するアーマーはアルティメットアーマーをベースにしたオリジナルアーマー。また、同作品以外のボスにもどの種類の特殊武器は効くようになるが、原作によるボスの弱点武器（画面全体攻撃および時間停止中あるいは空間停止中の特殊武器とするバグホールとダークホールドを除く）を与えるとSEの効果が発生されてしまうギミックがある。
アイシー・ペンギーゴ
『X1』のボス。1回目はフロスト・キバトドスと同時にステージ1-1に登場し、2回目はシャイニング・タイガードと同時にステージ7-2に登場する。
弱点武器はファイヤーウェーブ。
フロスト・キバトドス
『X4』のボス。アイシー・ペンギーゴと同時にステージ1-1に登場。
弱点武器はライジングファイア。
ホイール・アリゲイツ
『X2』のボス。バブリー・クラブロスと同時にステージ1-2に登場。
弱点武器はストライクチェーン。
バブリー・クラブロス
『X2』のボス。1回目はホイール・アリゲイツと同時にステージ1-2に登場し、2回目はスパーク・マンドリラーと同時にステージ3-1に登場する。
弱点武器はスピンホイール。
スラッシュ・ビストレオ
『X4』のボス。クレッセント・グリズリー と同時にVol.1のステージ1-3に登場。
弱点武器はグランドハンター。
クレッセント・グリズリー
『X5』のボス。スラッシュ・ビストレオと同時にVol.1のステージ1-3に登場。
弱点武器はスパイクロープ。
ウェブ・スパイダス
『X4』のボス。ワイヤー・ヘチマール と同時にVol.2のステージ1-3に登場。
弱点武器はツインスラッシャー。
ワイヤー・ヘチマール
『X2』のボス。Vol.2の1回目はウェブ・スパイダスと同時にステージ1-3に登場し、Vol.1の1回目及びVol.2の2回目はステージ4-2に登場。
弱点武器はソニックスライサー。
ストーム・イーグリード
『X1』のボス。1回目はストーム・フクロウルと同時にステージ2-1に登場し、Vol.1の2回目はアシッド・シーフォースと同時にステージ4-3に登場し、Vol.1の3回目及びVol.2の2回目はメタルシャーク・プレイヤーと同時にステージ9-2に登場する。
弱点武器はカメレオンスティング。
ストーム・フクロウル
『X4』のボス。ストーム・イーグリードと同時にステージ2-1に登場。
弱点武器はエイミングレーザー。
スパイラル・ペガシオン
『X5』のボス。1回目はシャイニング・タイガードと同時にステージ2-2に登場し、2回目はダーク・ネクロバットと同時にステージ5-1に登場し、3回目はブレイズ・ヒートニックスと同時にステージ8-1に登場する。
弱点武器はバグホールとダークホールド。
シャイニング・タイガード
『X3』のボス。1回目はスパイラル・ペガシオンと同時にステージ2-2に登場し、2回目はマグマード・ドラグーンと同時にステージ4-1に登場し、3回目はアイシー・ペンギーゴと同時にステージ7-2に登場する。
弱点武器はスピニングブレード。
ボルト・クラーケン
『X5』のボス。シールドナー・シェルダンと同時にVol.1のステージ2-3に登場。
弱点武器はジェルシェイバー。
シールドナー・シェルダン
『X6』のボス。Vol.1の1回目はボルト・クラーケンと同時にステージ2-3に登場し、Vol.1の2回目及びVol.2の1回目はグランド・スカラビッチと同時にステージ7-3に登場する。
弱点武器はメタルアンカー。
スパイク・ローズレッド
『X5』のボス。コマンダー・ヤンマークと同時にVol.2のステージ2-3に登場。
弱点武器はグランドファイア。
コマンダー・ヤンマーク
『X6』のボス。Vol.2の1回目はスパイク・ローズレッドと同時にステージ2-3に登場し、Vol.1の1回目及びVol.2の2回目はステージ4-2に登場し、Vol.1の2回目はメタモル・モスミーノスと同時にステージ8-3に登場する。
弱点武器はアローレイ。
スパーク・マンドリラー
『X1』のボス。1回目はバブリー・クラブロスと同時にステージ3-1に登場し、2回目はレイニー・タートロイドと同時にステージ9-1に登場する。
弱点武器はショットガンアイス。
サイバー・クジャッカー
『X4』のボス。スクリュー・マサイダーと同時にステージ3-2に登場。
弱点武器はソウルボディー。
スクリュー・マサイダー
『X3』のボス。サイバー・クジャッカーと同様にステージ3-2に登場。
弱点武器はアシッドラッシュ。
ドップラー博士
『X3』のボス。ゴッドカルマシーン・O・イナリーと同時にVol.1のステージ3-3に登場。
弱点武器はアシッドラッシュ。
ゴッドカルマシーン・O・イナリー
『X3』のボス。ドップラー博士と同様にVol.1のステージ3-3に登場。
弱点武器はレイスプラッシャー。
VAVA MK-II
『X3』のボス。ハイマックスと同時にVol.2のステージ3-3に登場。
弱点武器はレイスプラッシャーとスピニングブレード。
ハイマックス
『X6』のボス。VAVA MK-IIと同時にVol.2のステージ3-3に登場。
マグマード・ドラグーン
『X4』のボス。シャイニング・タイガードと同時にステージ4-1に登場。
弱点武器はダブルサイクロン。
アシッド・シーフォース
『X3』のボス。Vol.1はストーム・イーグリードと同時にステージ4-3に登場し、Vol.2はエクスプローズ・ホーネックと同時にステージ5-3に登場する。
弱点武器はフロストシールド。
シャイニング・ホタルニクス
『X5』のボス。アーマー・アルマージと同時にVol.2のステージ4-3に登場。
弱点武器はトライサンダー。
アーマー・アルマージ
『X1』のボス。Vol.2の1回目はシャイニング・ホタルニクスと同時にステージ4-3に登場し、Vol.1の1回目及びVol.2の2回目はステージ7-1に登場する。
弱点武器はエレクトリックスパーク。
ダーク・ネクロバット
『X5』のボス。1回目はスパイラル・ペガシオンと同時にステージ5-1に登場し、2回目はブリザード・ヴォルファングと同時にステージ8-2に登場する。
弱点武器はウィルレーザーとバグホール。
メタモル・モスミーノス
『X2』のボス。1回目はブリザード・ヴォルファングと同時にステージ5-2に登場し、Vol.1の2回目はコマンダー・ヤンマークと同時にステージ8-3に登場する。
弱点武器はラッシングバーナー。
ブリザード・ヴォルファング
『X6』のボス。1回目はメタモル・モスミーノスと同時にステージ5-2に登場し、2回目はバーン・ディノレックス と同時にステージ6-2に登場し、3回目はダーク・ネクロバットと同時にステージ8-2に登場する。
弱点武器はマグマブレード。
タイダル・マッコイーン
『X5』のボス。Vol.1はジェット・スティングレンと同時にステージ5-3に登場し、Vol.2はメタルシャーク・プレイヤーと同時にステージ8-3に登場する。
弱点武器はクレッセントショット。
ジェット・スティングレン
『X4』のボス。タイダル・マッコイーンと同時にVol.1のステージ5-3に登場。
弱点武器はフロストタワー。
エクスプローズ・ホーネック
『X3』のボス。Vol.2の1回目はアシッド・シーフォースと同時にステージ5-3に登場し、Vol.1の1回目及びVol.2の2回目はブレイズ・ヒートニックスと同時にステージ6-1に登場する。
弱点武器はバグホール。
ブレイズ・ヒートニックス
『X6』のボス。1回目はエクスプローズ・ホーネックと同時にステージ6-1に登場し、2回目はスパイラル・ペガシオンと同時にステージ8-1に登場する。
弱点武器はグランドハンターだが、他にもバグホールやダークホールドも有効。
バーン・ディノレックス
『X5』のボス。ブリザード・ヴォルファングと同時にステージ6-2に登場。
弱点武器はウイングスパイラル。
カーネル
『X4』のボス。Vol.1ステージ6-3に登場。Vol.1のステージ9-3のダブル撃墜後、アイリスの願いによって再び現れてくる。
弱点武器はフロストタワー。
ジェネラル
『X4』のボス。カーネルと同時にVol.1のステージ6-3に登場。
弱点武器はツインスラッシャー。
ゼロ・ナイトメア
『X6』のボス。サイコシグマと同時にVol.2のステージ6-3に登場。
サイコシグマ
『X5』のボス。ゼロ・ナイトメアと同時にVol.2のステージ6-3に登場。
弱点武器はトライサンダー。
レイニー・タートロイド
『X6』のボス。1回目はアーマー・アルマージと同時にステージ7-1に登場し、2回目はスパーク・マンドリラーと同時にステージ9-1に登場する。
弱点武器はアイスバースト。
スプリット・マシュラーム
『X6』のボス。インフィニティー・ミジニオンと同時にVol.1のステージ7-3に登場。
弱点武器はライトニングウェブ。
インフィニティー・ミジニオン
『X6』のボス。スプリット・マシュラームと同時にVol.1のステージ7-3に登場。
弱点武器はガードシェル。
グランド・スカラビッチ
『X6』のボス。シールドナー・シェルダンと同時にVol.2のステージ7-3に登場。
弱点武器はヤンマーオプション。
メタルシャーク・プレイヤー
『X6』のボス。Vol.2の1回目はタイダル・マッコイーンと同時にステージ8-3に登場し、Vol.1の1回目及びVol.2の2回目はストーム・イーグリードと同時にステージ9-2に登場する。
弱点武器は水中戦ではあるにも限らず、原作同様のメテオレインが弱点。
アイリス
『X4』のボス。ダブルと同時にVol.1のステージ9-3に登場。エックスと戦闘出来るのは本作で初めてだが、ボイスの準拠は原作と同じくゼロルートのまま。ダブル撃墜後は必ずカーネルが現れるので、倒されると本作ではカーネルに助けに来るシーンが見られる。
弱点武器はライジングファイア。
ダブル
『X4』のボス。アイリスと同時にVol.1のステージ9-3に登場。倒すとその代わりにカーネルが現れる。
弱点武器はダブルサイクロン。
ダイナモ
『X6』のボス。Vol.2のステージ9-3に登場。厳密には『X5』からのボスだが、本作では『X6』準拠となっている。倒しても時々現れてくる。
弱点武器はメテオレイン。
ゲイト
『X6』のボス。ダイナモと同時にVol.2のステージ9-3に登場。
アルティメットアーマーエックス
『X5』のボス。覚醒ゼロと同様にHARDモードのステージ9-4に登場。原作ではゼロルートのものでエックスと戦闘出来るのは本作で初めてだが、プレイヤーである本物のエックスとは見分けるため色味が少し黒くなっている。覚醒ゼロ撃墜後はアーマーの変化の出演がある。時々、ヤンマーオプションも使う。
弱点武器はグランドファイア。
覚醒ゼロ
『X5』のボス。アルティメットアーマーエックスと同時にHARDモードのステージ9-4に登場。アルティメットアーマーエックス撃墜後はブラックゼロに変化し、技も変更される。